# Zegris fausti
Zegris fausti is een vlindersoort uit de familie van de Pieridae (witjes), onderfamilie Pierinae.
Zegris fausti werd in 1877 beschreven door Christoph.